# Marcjan Giedroyć
Marcjan (Marcin) Giedroyć herbu Hippocentaurus (zm. 7 kwietnia 1807 w Giedrojciach) –  stolnik wileński w latach 1787-1795, deputat powiatu wileńskiego na Trybunał Główny Wielkiego Księstwa Litewskiego kadencji wileńskiej w 1790/1791 roku, konsyliarz województwa wileńskiego  w konfederacji generalnej Wielkiego Księstwa Litewskiego konfederacji targowickiej.
Odznaczony Orderem Świętego Stanisława w 1791 roku.